# Hersilia sundaica
Hersilia sundaica là một loài nhện trong họ Hersiliidae.
Loài này thuộc chi Hersilia. Hersilia sundaica được miêu tả năm 1993 bởi Martin Baehr & Barbara Baehr.